# Christoph Lisberger
Christoph Lisberger (* um 1570 in Dresden, Todesdatum und -ort unbekannt) war von 1606 bis 1612 Kreuzkantor in Dresden.
Lisberger besuchte ab 1584 die Fürstenschule in Pforta, wo er Musikunterricht bei Sethus Calvisius hatte. 1588 wurde er an der Universität Leipzig inskribiert. Wie lange er dort studiert und wo er anschließend gelebt hat, ist nicht bekannt. Jedenfalls wirkte er 1599 als Kantor in Pforta, verlor die Stelle aber bereits 1601.
Danach war er auf Reisen, die ihn bis nach Wien führten, bevor er 1606 als Nachfolger von Bartholomäus Petermann Kreuzkantor in Dresden wurde. Nach diversen Auseinandersetzungen mit dem Rat der Stadt Dresden mehrten sich ab dem Jahr 1609 die Beschwerden über seine Amts- und Lebensführung. Ihm wurde – wie seinem Vorgänger – eine „unfleißige“ Erledigung seiner Aufgaben, vor allem aber Unvermögen vorgeworfen, was schließlich 1612 zu seiner Entlassung führte. Sein Nachfolger wurde Samuel Rühling.
Eine erneute Bewerbung um die Kantorstelle 1625 blieb unter diesen Umständen ebenso erfolglos wie die um das Kantorat von St. Annen 1629. Von seinen eigenen Werken ist ein Konzert überliefert, das offenbar aus der Zeit um 1625 stammt.
| Personendaten    | Personendaten          |
| ---------------- | ---------------------- |
| NAME             | Lisberger, Christoph   |
| KURZBESCHREIBUNG | Kreuzkantor in Dresden |
| GEBURTSDATUM     | um 1570                |
| GEBURTSORT       | Dresden                |
| STERBEDATUM      | nach 1629              |